# Иван Матејић
Иван Матејић (Београд, 25. јул 1987) српски је професор, географ, картограф, аутор и википедијанац.

## Биографија
Иван Матејић рођен је у београдској породици 25. јула 1987. године. Након основне школе завршио је Седму београдску гимназију 2006. године. Образовање је наставио на Географском факултету Универзитета у Београду, где је стекао звање дипломирани географ, 2011. године.
Иван је гимназијски професор географије у Савременој гимназији у Београду. Аутор је и коаутор више уџбеника, радних листова, приручника и карата. Заједно са Чедомиром Антићем и Предрагом Ј. Марковићем издао је Нови српски историјски атлас за Институт за савремену историју. Током 2019. године радио је на карти за речник Батрахолошко-херпетолошки речник српскога језика: имена водоземаца и гмизаваца, аутора Милорадов Дејана а у издању Матице српске.
Иван је активни уредник Википедије на српском језику од 2008. године. Такође се истакао у раду Викимедије Србије, где је био члан а потом и председник Академског одбора организације. Био је члан Управног одбора Викимедије Србије, 2012. године.Аутор је и организатор неколико пројеката у Викимедијином покрету.